# Kostel svatého Jana Křtitele (Liberec)
Děkanský kostel svatého Jana Křtitele v Liberci-Rochlicích je barokní sakrální stavbou stojící na místě původního evangelického zřejmě dřevěného kostela vystavěného počátkem 17. století pánem z Redernů. Je chráněn jako kulturní památka České republiky.

## Historie

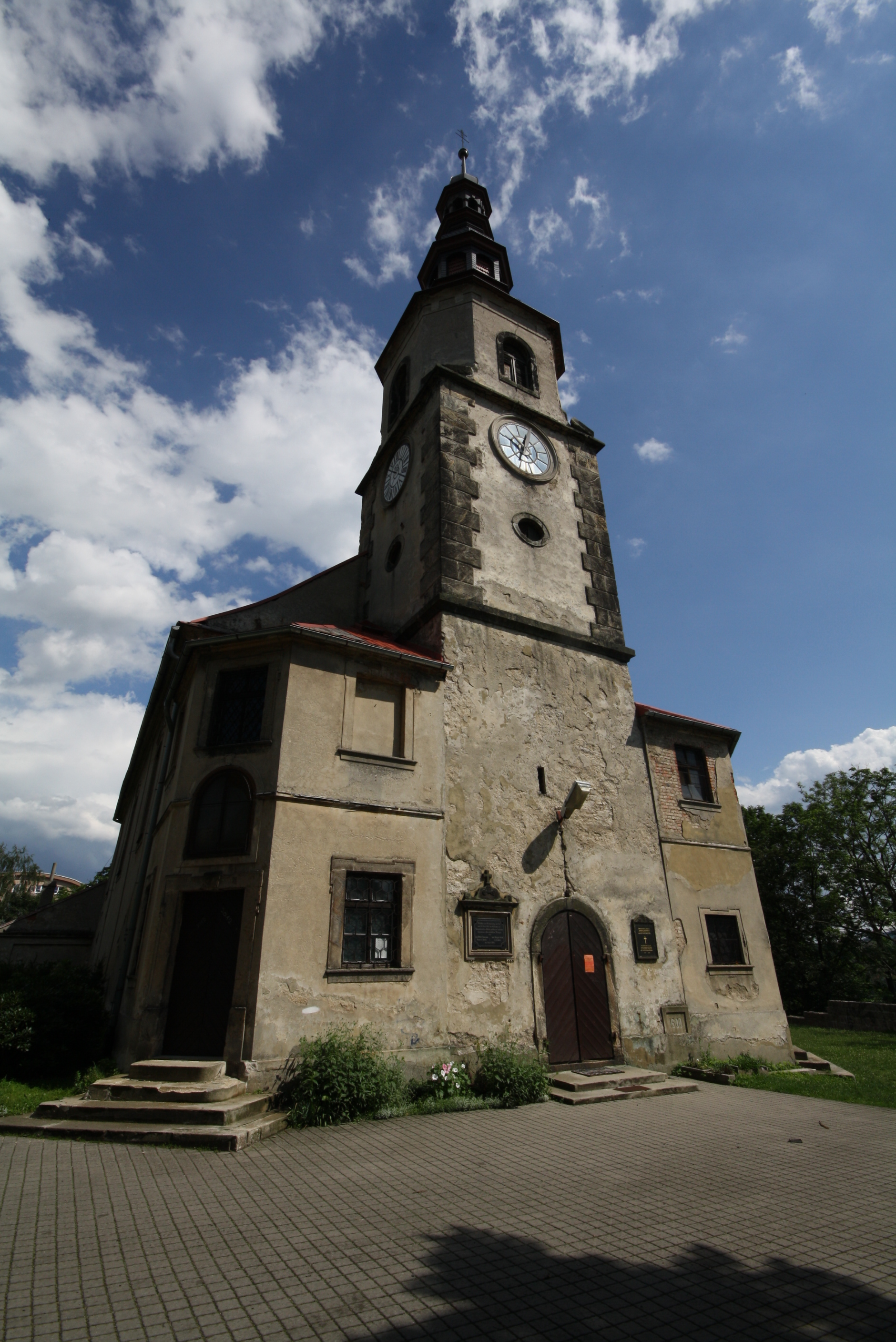
Průčelí rochlického kostela sv. Jana Křtitele

Dřevěný evangelický kostel zřejmě nebyl prvním kostelem v místě, protože Rochlice patří k nejstaršímu osídlení horního údolí Nisy a jako obec i farnost se objevuje již v polovině 14. století. V letech 1600–1624 nalézáme zmínky o luteránských duchovních, kteří při něm působili. Roku 1652, po skončení třicetileté války a následné protireformace, se kostel stal katolickým farním chrámem zasvěceným sv. Janu Křtiteli. Kolem roku 1658 byl nahrazen zděnou stavbou, k níž byla v roce 1692 přistavěna věž, která však po požáru v roce 1800 byla nově postavena a kostel byl zevně upraven. V letech 1708–1709 byl přistavěn presbytář.

## Architektura
Architektonicky se jedná o prostou barokní stavbu, která je členěná lizénami, o třech osách, s půlkruhovým presbytářem. Věž je na západní straně. Dole je hranolová a bosovaná, s oktogonálním vrškem a dvojím zvonem a lucernou. V koutech věže jsou dva jednopatrové pětiboké přístavky. V jižním přístavku se pak nachází hrobka Appeltů z roku 1746.
Presbytář kostela je sklenut valeně s lunetami. V interiéru kostela jsou v nikách sochy sv. Petra a Pavla. V lodi je plochý strop. Hrobka je obdélná, sklenutá kupolí a uzavřena vraty s ozdobnou kutou mříží pocházející ze začátku 18. století.

## Zařízení kostela
Pochází z období barokní výstavby kostela. Hlavní oltář je barokní z roku 1709. Je portálový, pilířový, s nástavcem a umělecky zvládnutými sochami a nástěnnou malbou, která však nepřekračuje soudobý průměr v období vzniku, sv. Mikuláše Tolentinského, Filipa Neriho a obrazem Křtu v Jordáně, který je od neznámého autora. Na kredenčním stolku se nachází pozoruhodná skupina Kalvárie. Jedná se o expresívní baroko ve stylu sochaře J. Pacáka z období kolem roku 1730. Boční oltář, kazatelna a varhany jsou pseudorenesanční z roku 1888. Umělecky zajímavá je křtitelnice s kamenným kalichem a s reliéfním révovím pocházející z 1. poloviny 18. století.
V kapli Appeltů je raně barokní pilířový sloupový oltář pocházející zřejmě z roku 1692, který byl pak v roce 1746 upraven.